# Семёновка (Свободненский район)
В Амурской области в Бурейском районе тоже есть село Семёновка.
Семёновка — село в Свободненском районе Амурской области России. Административный центр Семёновского сельсовета.

## География
Село находится в среднем течении реки Малая Пёра (правый приток реки Большая Пёра), на расстоянии 31 км (по автодороге через Сукромли) к северо-западу от города Свободный, административного центра района.
От села Семёновка на северо-запад идёт дорога к селу Маркучи, а на юго-запад — к сёлам Климоуцы, Талали и Новостепановка.

## Население
| 2002 | 2010 | 2012 | 2013 | 2014 | 2015 | 2016 |
| ---- | ---- | ---- | ---- | ---- | ---- | ---- |
| 373  | ↘355 | ↗364 | ↘346 | ↗358 | ↘344 | ↘332 |
| 2017 | 2018 |      |      |      |      |      |
| ↗334 | ↘327 |      |      |      |      |      |

## Улицы
- ул. Дзержинского,
- ул. Молодёжная,
- ул. Новая,
- ул. Почтамтская,
- ул. Прямая.

## Известные уроженцы
- Зайцев, Роман Евгеньевич (1995—2022) — советский военнослужащий, старший лейтенант, Герой Российской Федерации.